# Campeonato Mundial de 470
El Campeonato Mundial de 470 es la máxima competición internacional de la clase de vela 470. Se realiza anualmente desde 1970 bajo la organización de la Federación Internacional de Vela (ISAF); hasta 1985 la competición era abierta a ambos sexos, a partir de este año se realizaron por separado regatas masculinas y femeninas, y desde 2022 solo se disputa una prueba mixta (un hombre y una mujer).
Este tipo de embarcación es una clase olímpica desde los Juegos Olímpicos de Montreal 1976; las regatas femeninas fueron añadidas en Seúl 1988, y en París 2024 se introdujo el formato mixto, en sustitución de las dos pruebas divididas por género.

## Palmarés

### Abierto
| Núm. | Año  | Sede                                 | Oro                                                | Plata                                                 | Bronce                                                   |
| ---- | ---- | ------------------------------------ | -------------------------------------------------- | ----------------------------------------------------- | -------------------------------------------------------- |
| I    | 1970 | Lacanau ( Francia)                   | Yves Carré Hervé Carré Francia                     | Philippe Follenfant Hubert Follenfant Francia         | Didier Poisson Denis Londeix Francia                     |
| II   | 1971 | Ostende · ( Bélgica)                 | Tom van Essen · Wouter van Essen · Países Bajos    | Philippe Follenfant Hubert Follenfant Francia         | Bruno Demartial Bernard Demartial Francia                |
| III  | 1972 | Montreal · ( Canadá)                 | Sjoerd Vollebregt · Erik Vollebregt · Países Bajos | Philippe Follenfant Hubert Follenfant Francia         | Tom van Essen · Wouter van Essen · Países Bajos          |
| IV   | 1973 | Kiel ( RFA)                          | Henrik Søderlund Anders Børresen Dinamarca         | Peter Commette Michael Loeb Estados Unidos            | Joop van Werkhoven · Robert van Werkhoven · Países Bajos |
| V    | 1974 | Nápoles · ( Italia)                  | Antonio Gorostegui · Manuel Albalat · España       | Philippe Lecrit Dominique Duvallet Francia            | Juan Santana · Francisco Colom · España                  |
| VI   | 1975 | Association Island ( Estados Unidos) | Marc Laurent Roger Surmin Francia                  | Philippe Follenfant Hubert Follenfant Francia         | Jean-François Fountaine Claire Fountaine Francia         |
| —    | 1976 | —                                    | No realizado                                       | No realizado                                          | No realizado                                             |
| VII  | 1977 | Shizuoka ( Japón)                    | David Ullman Tom Lindskey Estados Unidos           | Kazunori Komatsu Yasuyuki Hakomori Japón              | Mark Paterson David Mackay Nueva Zelanda                 |
| VIII | 1978 | Marstrand · ( Suecia)                | David Ullman Tom Lindskey Estados Unidos           | Gerry Roufs · Charles Robitaille · Canadá             | John Pudenz Ulrich Kittman RFA                           |
| IX   | 1979 | Medemblik · ( Países Bajos)          | Miyuki Kay Ryo Komiya Japón                        | Laurent Delage Claude Wattine Francia                 | Stéphane Richer Philippe Claude Francia                  |
| X    | 1980 | Porto Alegre · ( Brasil)             | David Ullman Tom Lindskey Estados Unidos           | Laurent Delage Hervé Wattine Francia                  | Stéphane Richer Philippe Claude Francia                  |
| XI   | 1981 | Saint-Pierre-Quiberon ( Francia)     | David Barnes Hamish Wilcox Nueva Zelanda           | Stephen Benjamin Christopher Steinfeld Estados Unidos | Tommaso Chieffi · Enrico Chieffi · Italia                |
| XII  | 1982 | Cascaes ( Portugal)                  | Jörn Borowski Egbert Swensson RDA                  | Daniel Peponnet Pascal Champaloux Francia             | David Barnes Hamish Wilcox Nueva Zelanda                 |
| XIII | 1983 | Weymouth ( Reino Unido)              | David Barnes Hamish Wilcox Nueva Zelanda           | Wolfgang Hunger Joachim Hunger RFA                    | Shimshon Brokman Eitan Friedlander Israel                |
| XIV  | 1984 | Auckland ( Nueva Zelanda)            | David Barnes Hamish Wilcox Nueva Zelanda           | Chris Dickson Joe Allen Nueva Zelanda                 | Peter Evans Sean Reeves Nueva Zelanda                    |

### Masculino
| Núm.    | Año  | Sede                            | Oro                                                   | Plata                                                 | Bronce                                                                   |
| ------- | ---- | ------------------------------- | ----------------------------------------------------- | ----------------------------------------------------- | ------------------------------------------------------------------------ |
| XV      | 1985 | Marina di Carrara · ( Italia)   | Tommaso Chieffi · Enrico Chieffi · Italia             | Thierry Peponnet Luc Pillot Francia                   | Jörn Borowski Mathias Gall RDA                                           |
| XVI     | 1986 | Salou · ( España)               | Thierry Peponnet Luc Pillot Francia                   | Wolfgang Hunger Joachim Hunger RFA                    | Ludger Hüttermann Nils Körte RFA                                         |
| XVII    | 1987 | Kiel ( RFA)                     | Bernd Höft Falko Bier RDA                             | Pietro D'Alì · Giuseppe Cojana · Italia               | Jürgen Brietzke Ekkehard Schulz RDA                                      |
| XVIII   | 1988 | Haifa ( Israel)                 | Nigel Buckley Peter Newlands Reino Unido              | Sandro Montefusco · Paolo Montefusco · Italia         | John Shadden Charles McKee Estados Unidos                                |
| XIX     | 1989 | Tsu ( Japón)                    | Tomoaki Tsutsumi Nobohiro Tsutsumi Japón              | Jordi Calafat · Francisco Sánchez Luna · España       | Kenji Nakamura Masayuki Takahashi Japón                                  |
| XX      | 1990 | Medemblik · ( Países Bajos)     | Wolfgang Hunger Rolf Schmidt RFA                      | Jordi Calafat · Francisco Sánchez Luna · España       | Olivier Ponthieu Gilles Espinasse Francia                                |
| XXI     | 1991 | Brisbane ( Australia)           | Wolfgang Hunger · Rolf Schmidt · Alemania             | Lankhorst Taselaar · Benny Kouwenhoven · Países Bajos | Paul Brotherton Andrew Hemmings Reino Unido                              |
| XXII    | 1992 | Rota · ( España)                | Jordi Calafat · Francisco Sánchez Luna · España       | Matteo Ivaldi · Michele Ivaldi · Italia               | Petri Leskinen · Mika Aarnikka · Finlandia                               |
| XXIII   | 1993 | Crozon-Morgat ( Francia)        | Jordi Calafat · Francisco Sánchez Luna · España       | Jean-François Berthet Gwenaël Berthet Francia         | Shai Bachar Erez Shemesh Israel                                          |
| XXIV    | 1994 | Helsinki · ( Finlandia)         | Benny Kouwenhoven · Jan Kouwenhoven · Países Bajos    | Kenji Nakamura Masato Takaki Japón                    | Marcus Westerlind · Henrik Wallin · Suecia                               |
| XXV     | 1995 | Toronto · ( Canadá)             | Andreas Kosmatópulos · Konstantinos Trigonis · Grecia | Matteo Ivaldi · Michele Ivaldi · Italia               | Ran Shental Nir Shental Israel                                           |
| XXVI    | 1996 | Porto Alegre · ( Brasil)        | Benny Kouwenhoven · Jan Kouwenhoven · Países Bajos    | John Merricks Ian Walker Reino Unido                  | Kenji Nakamura Masato Takaki Japón                                       |
| XXVII   | 1997 | Tel Aviv ( Israel)              | Petri Leskinen · Kristian Heinilä · Finlandia         | Hugo Rocha Nuno Barreto Portugal                      | Marcus Westerlind · Henrik Wallin · Suecia                               |
| XXVIII  | 1998 | El Arenal · ( España)           | Gildas Philippe Tanguy Cariou Francia                 | Tomaž Čopi Mitja Margon Eslovenia                     | Johan Molund · Mattias Rahm · Suecia                                     |
| XXIX    | 1999 | Melbourne ( Australia)          | Benoît Petit Jean-François Cuzon Francia              | Johan Molund · Mattias Rahm · Suecia                  | Tomasz Stańczyk · Tomasz Jakubiak · Polonia                              |
| XXX     | 2000 | Balatonfüred · ( Hungría)       | Thomas King Mark Turnbull Australia                   | Gildas Philippe Tanguy Cariou Francia                 | Yevhen Braslavets · Ihor Matviyenko · Ucrania                            |
| XXXI    | 2001 | Koper ( Eslovenia)              | Yevhen Braslavets · Ihor Matviyenko · Ucrania         | Nicholas Rogers Jonathan Glanfield Reino Unido        | Nathan Wilmot Malcolm Page Australia                                     |
| XXXII   | 2002 | Cagliari · ( Italia)            | Simon Cooke Peter Nicholas Nueva Zelanda              | Andreas Kosmatópulos · Konstantinos Trigonis · Grecia | Gustavo Martínez · Tunte Cantero · España                                |
| XXXIII  | 2003 | Cádiz · ( España)               | Gabrio Zandonà · Andrea Trani · Italia                | Nathan Wilmot Malcolm Page Australia                  | Gustavo Martínez · Dimas Wood · España                                   |
| XXXIV   | 2004 | Zadar · ( Croacia)              | Nathan Wilmot Malcolm Page Australia                  | Johan Molund · Martin Andersson · Suecia              | Nicholas Rogers Jonathan Glanfield Reino Unido                           |
| XXXV    | 2005 | San Francisco ( Estados Unidos) | Nathan Wilmot Malcolm Page Australia                  | Nicholas Rogers Jonathan Glanfield Reino Unido        | Gildas Philippe Nicolas Le Berre Francia                                 |
| XXXVI   | 2006 | Rizhao ( China)                 | Nic Asher Elliot Willis Reino Unido                   | Nathan Wilmot Malcolm Page Australia                  | Gideon Kliger Udi Gal Israel                                             |
| XXXVII  | 2007 | Cascaes ( Portugal)             | Nathan Wilmot Malcolm Page Australia                  | Sven Coster · Kalle Coster · Países Bajos             | Gideon Kliger Udi Gal Israel                                             |
| XXXVIII | 2008 | Melbourne ( Australia)          | Nic Asher Elliot Willis Reino Unido                   | Álvaro Marinho Miguel Nunes Portugal                  | Gideon Kliger Udi Gal Israel                                             |
| XXXIX   | 2009 | Rungsted ( Dinamarca)           | Šime Fantela · Igor Marenić · Croacia                 | Luke Patience Stuart Bithell Reino Unido              | Ryunosuke Harada Yugo Yoshida Japón                                      |
| XL      | 2010 | La Haya · ( Países Bajos)       | Mathew Belcher Malcolm Page Australia                 | Nicolas Charbonnier Baptiste Meyer Francia            | Šime Fantela · Igor Marenić · Croacia                                    |
| XLI     | 2011 | Perth ( Australia)              | Mathew Belcher Malcolm Page Australia                 | Luke Patience Stuart Bithell Reino Unido              | Šime Fantela · Igor Marenić · Croacia                                    |
| XLII    | 2012 | Barcelona · ( España)           | Mathew Belcher Malcolm Page Australia                 | Pierre Leboucher Vincent Garos Francia                | Šime Fantela · Igor Marenić · Croacia                                    |
| XLIII   | 2013 | La Rochelle ( Francia)          | Mathew Belcher William Ryan Australia                 | Pierre Leboucher Nicolas Le Berre Francia             | Panayotis Mantis · Pavlos Kayalís · Grecia                               |
| XLIV    | 2014 | Santander · ( España)           | Mathew Belcher William Ryan Australia                 | Šime Fantela · Igor Marenić · Croacia                 | Panayotis Mantis · Pavlos Kayalís · Grecia                               |
| XLV     | 2015 | Haifa ( Israel)                 | Mathew Belcher William Ryan Australia                 | Šime Fantela · Igor Marenić · Croacia                 | Pavel Sozykin · Denis Gribanov · Rusia                                   |
| XLVI    | 2016 | San Isidro ( Argentina)         | Šime Fantela · Igor Marenić · Croacia                 | Paul Snow-Hansen Daniel Willcox Nueva Zelanda         | Mathew Belcher William Ryan Australia Sofian Bouvet Jérémie Mion Francia |
| XLVII   | 2017 | Salónica · ( Grecia)            | Mathew Belcher William Ryan Australia                 | Anton Dahlberg · Fredrik Bergström · Suecia           | David Bargehr · Lukas Mähr · Austria                                     |
| XLVIII  | 2018 | Aarhus ( Dinamarca)             | Kévin Peponnet Jérémie Mion Francia                   | Tetsuya Isozaki Akira Takayanagi Japón                | Jordi Xammar · Nicolás Rodríguez · España                                |
| XLIX    | 2019 | Enoshima ( Japón)               | Mathew Belcher William Ryan Australia                 | Jordi Xammar · Nicolás Rodríguez · España             | Anton Dahlberg · Fredrik Bergström · Suecia                              |
| –       | 2020 | El Arenal · ( España)           | Cancelado                                             | Cancelado                                             | Cancelado                                                                |
| L       | 2021 | Vilamoura ( Portugal)           | Anton Dahlberg · Fredrik Bergström · Suecia           | Diogo Costa Pedro Costa Portugal                      | Jordi Xammar · Nicolás Rodríguez · España                                |

1. 1 2 3 4 5  Celebrado en el Campeonato Mundial de Vela Olímpica.

### Femenino
| Núm.    | Año  | Sede                            | Oro                                                         | Plata                                                | Bronce                                               |
| ------- | ---- | ------------------------------- | ----------------------------------------------------------- | ---------------------------------------------------- | ---------------------------------------------------- |
| XV      | 1985 | Marina di Carrara · ( Italia)   | Karen Johnson · Katrin Johnson · Canadá                     | Tonny Vermeulen · Henneke Stavenuiter · Países Bajos | Paola Porta · Anna Barabino · Italia                 |
| XVI     | 1986 | Salou · ( España)               | Judy Lugar · Morag Mc Lean · Canadá                         | Bettina Lemström · Annika Lemström · Finlandia       | Tonny Vermeulen · Henneke Stavenuiter · Países Bajos |
| XVII    | 1987 | Kiel ( RFA)                     | Susanne Meyer Katrin Adlkofer RFA                           | Sarah Herndon Cindy Goff Estados Unidos              | Susanne Theel Silke Preuß RDA                        |
| XVIII   | 1988 | Haifa ( Israel)                 | Marit Söderström · Birgitta Bengtsson · Suecia              | Lisa Niece Patricia Raymond Estados Unidos           | Jennifer Isler Amy Wardell Estados Unidos            |
| XIX     | 1989 | Tsu ( Japón)                    | Susanne Meyer Katrin Adlkofer RFA                           | Leslie Egnot Janet Shearer Nueva Zelanda             | Severine Rees-Jones Susan Hay Reino Unido            |
| XX      | 1990 | Medemblik · ( Países Bajos)     | Tanja Stemmler Sabine Lenkmann RFA                          | Peggy Hardwiger Christina Pinnow RDA                 | Nuria Bover · Irene Martín · España                  |
| XXI     | 1991 | Brisbane ( Australia)           | Jennifer Isler Pamela Healy Estados Unidos                  | Larisa Moskalenko Olena Pajolchyk URSS               | Susanne Peters · Wibke Bülle · Alemania              |
| XXII    | 1992 | Rota · ( España)                | Theresa Zabell · Patricia Guerra · España                   | Yumiko Shige Alicia Kinoshita Japón                  | Maria Quarra · Anna Barabino · Italia                |
| XXIII   | 1993 | Crozon-Morgat ( Francia)        | Ines Bohn · Sabine Rohatzsch · Alemania                     | Theresa Zabell · Patricia Guerra · España            | Federica Salvà · Emanuela Sossi · Italia             |
| XXIV    | 1994 | Helsinki · ( Finlandia)         | Ines Bohn · Sabine Rohatzsch · Alemania                     | Susanne Bauckholt · Katrin Adlkofer · Alemania       | Peggy Hardwiger · Christina Pinnow · Alemania        |
| XXV     | 1995 | Toronto · ( Canadá)             | Theresa Zabell · Begoña Vía-Dufresne · España               | Ruslana Taran · Olena Pajolchyk · Ucrania            | Yumiko Shige Alicia Kinoshita Japón                  |
| XXVI    | 1996 | Porto Alegre · ( Brasil)        | Theresa Zabell · Begoña Vía-Dufresne · España               | Susanne Bauckholt · Katrin Adlkofer · Alemania       | Nicola Birkner · Wibke Bülle · Alemania              |
| XXVII   | 1997 | Tel Aviv ( Israel)              | Ruslana Taran · Olena Pajolchyk · Ucrania                   | Nicola Birkner · Wibke Bülle · Alemania              | Vladelina Kravchun · Natalia Gaponovich · Ucrania    |
| XXVIII  | 1998 | El Arenal · ( España)           | Ruslana Taran · Olena Pajolchyk · Ucrania                   | Susanne Ward Michaëla Ward Dinamarca                 | Nicola Birkner · Wibke Bülle · Alemania              |
| XXIX    | 1999 | Melbourne ( Australia)          | Ruslana Taran · Olena Pajolchyk · Ucrania                   | Susanne Ward Michaëla Ward Dinamarca                 | Federica Salvà · Emanuela Sossi · Italia             |
| XXX     | 2000 | Balatonfüred · ( Hungría)       | Sofía Bekatoru · Emilía Tsulfa · Grecia                     | Jenny Armstrong Belinda Stowell Australia            | Natalia Vía-Dufresne · Sandra Azón · España          |
| XXXI    | 2001 | Koper ( Eslovenia)              | Sofía Bekatoru · Emilía Tsulfa · Grecia                     | Jenny Armstrong Belinda Stowell Australia            | Natalia Vía-Dufresne · Sandra Azón · España          |
| XXXII   | 2002 | Cagliari · ( Italia)            | Sofía Bekatoru · Emilía Tsulfa · Grecia                     | Lisa Westerhof · Margriet Matthijsse · Países Bajos  | Ingrid Petitjean Nadège Douroux Francia              |
| XXIII   | 2003 | Cádiz · ( España)               | Sofía Bekatoru · Emilía Tsulfa · Grecia                     | Ingrid Petitjean Nadège Douroux Francia              | Vladelina Ilienko · Natalia Gaponovich · Rusia       |
| XXXIV   | 2004 | Zadar · ( Croacia)              | Therese Torgersson · Vendela Zachrisson · Suecia            | Vesna Dekleva Klara Maučec Eslovenia                 | Nike Kornecki Vered Buskila Israel                   |
| XXXV    | 2005 | San Francisco ( Estados Unidos) | Marcelien de Koning · Lobke Berkhout · Países Bajos         | Christina Bassadone Saskia Clark Reino Unido         | Ingrid Petitjean Nadège Douroux Francia              |
| XXXVI   | 2006 | Rizhao ( China)                 | Marcelien de Koning · Lobke Berkhout · Países Bajos         | Ai Kondo Naoko Kamata Japón                          | Therese Torgersson · Vendela Zachrisson · Suecia     |
| XXXVII  | 2007 | Cascaes ( Portugal)             | Marcelien de Koning · Lobke Berkhout · Países Bajos         | Ingrid Petitjean Nadège Douroux Francia              | Christina Bassadone Saskia Clark Reino Unido         |
| XXXVIII | 2008 | Melbourne ( Australia)          | Erin Maxwell Isabelle Kinsolving Estados Unidos             | Giulia Conti · Giovanna Micol · Italia               | Elise Rechichi Tessa Parkinson Australia             |
| XXXIX   | 2009 | Rungsted ( Dinamarca)           | Lisa Westerhof · Lobke Berkhout · Países Bajos              | Tara Pacheco · Berta Betanzos · España               | Ingrid Petitjean Nadège Douroux Francia              |
| XL      | 2010 | La Haya · ( Países Bajos)       | Lisa Westerhof · Lobke Berkhout · Países Bajos              | Joanna Aleh Olivia Powrie Nueva Zelanda              | Giulia Conti · Giovanna Micol · Italia               |
| XLI     | 2011 | Perth ( Australia)              | Tara Pacheco · Berta Betanzos · España                      | Hannah Mills Saskia Clark Reino Unido                | Joanna Aleh Olivia Powrie Nueva Zelanda              |
| XLII    | 2012 | Barcelona · ( España)           | Hannah Mills Saskia Clark Reino Unido                       | Camille Lecointre Mathilde Géron Francia             | Lisa Westerhof · Lobke Berkhout · Países Bajos       |
| XLIII   | 2013 | La Rochelle ( Francia)          | Joanna Aleh Olivia Powrie Nueva Zelanda                     | Lara Vadlau · Jolanta Ogar · Austria                 | Wang Xiaoli Huang Xufeng China                       |
| XLIV    | 2014 | Santander · ( España)           | Lara Vadlau · Jolanta Ogar · Austria                        | Joanna Aleh Olivia Powrie Nueva Zelanda              | Hannah Mills Saskia Clark Reino Unido                |
| XLV     | 2015 | Haifa ( Israel)                 | Lara Vadlau · Jolanta Ogar · Austria                        | Hannah Mills Saskia Clark Reino Unido                | Camille Lecointre Hélène Defrance Francia            |
| XLVI    | 2016 | San Isidro ( Argentina)         | Camille Lecointre Hélène Defrance Francia                   | Joanna Aleh Olivia Powrie Nueva Zelanda              | Lara Vadlau · Jolanta Ogar · Austria                 |
| XLVII   | 2017 | Salónica · ( Grecia)            | Agnieszka Skrzypulec · Irmina Mrózek-Gliszczyńska · Polonia | Hannah Mills Eilidh McIntyre Reino Unido             | Tina Mrak Veronika Macarol Eslovenia                 |
| XLVIII  | 2018 | Aarhus ( Dinamarca)             | Ai Kondo Yoshida Miho Yoshioka Japón                        | Silvia Mas · Patricia Cantero · España               | Hannah Mills Eilidh McIntyre Reino Unido             |
| XLIX    | 2019 | Enoshima ( Japón)               | Hannah Mills Eilidh McIntyre Reino Unido                    | Ai Kondo Yoshida Miho Yoshioka Japón                 | Camille Lecointre Aloïse Retornaz Francia            |
| –       | 2020 | El Arenal · ( España)           | Cancelado                                                   | Cancelado                                            | Cancelado                                            |
| L       | 2021 | Vilamoura ( Portugal)           | Silvia Mas · Patricia Cantero · España                      | Afrodite Zegers · Lobke Berkhout · Países Bajos      | Elena Berta · Bianca Caruso · Italia                 |

1. 1 2 3 4 5  Celebrado en el Campeonato Mundial de Vela Olímpica.

### Mixto
| Núm. | Año  | Sede                      | Oro                                          | Plata                                   | Bronce                                    |
| ---- | ---- | ------------------------- | -------------------------------------------- | --------------------------------------- | ----------------------------------------- |
| I    | 2021 | Vilamoura ( Portugal)     | Noam Homri Gil Cohen Israel                  | Tal Sade Noa Lasry Israel               | James Taylor Amy Seabright Reino Unido    |
| II   | 2022 | Sdot Yam ( Israel)        | Philipp Autenrieth · Luise Wanser · Alemania | Jordi Xammar · Nora Brugman · España    | Jérémie Mion Camille Lecointre Francia    |
| III  | 2023 | La Haya · ( Países Bajos) | Keiju Okada Miho Yoshioka Japón              | Jordi Xammar · Nora Brugman · España    | Tetsuya Isozaki Yurie Seki Japón          |
| IV   | 2024 | El Arenal · ( España)     | Jordi Xammar · Nora Brugman · España         | Chris Grube Vita Heathcote Reino Unido  | Keiju Okada Miho Yoshioka Japón           |
| V    | 2025 | Gdynia · ( Polonia)       | Jordi Xammar · Marta Cardona · España        | Simon Diesch · Anna Markfort · Alemania | Martin Wrigley Bettine Harris Reino Unido |

1. ↑  Celebrado en el Campeonato Mundial de Vela.

## Medallero histórico
- Actualizado a Gdynia 2025.

| Núm. | País           | Oro | Plata | Bronce | Total |
| ---- | -------------- | --- | ----- | ------ | ----- |
| 1    | Australia      | 12  | 4     | 3      | 19    |
| 2    | España         | 10  | 8     | 8      | 26    |
| 3    | Alemania       | 10  | 7     | 9      | 26    |
| 4    | Países Bajos   | 9   | 5     | 4      | 18    |
| 5    | Francia        | 7   | 17    | 14     | 38    |
| 6    | Reino Unido    | 5   | 10    | 8      | 23    |
| 7    | Nueva Zelanda  | 5   | 6     | 4      | 15    |
| 8    | Estados Unidos | 5   | 4     | 2      | 11    |
| 9    | Grecia         | 5   | 1     | 2      | 8     |
| 10   | Japón          | 4   | 6     | 6      | 16    |
| 11   | Ucrania        | 4   | 1     | 2      | 7     |
| 12   | Suecia         | 3   | 3     | 5      | 11    |
| 13   | Italia         | 2   | 5     | 7      | 14    |
| 14   | Croacia        | 2   | 2     | 3      | 7     |
| 15   | Austria        | 2   | 1     | 2      | 5     |
| 16   | Canadá         | 2   | 1     | 0      | 3     |
| 17   | Dinamarca      | 1   | 2     | 0      | 3     |
| 18   | Israel         | 1   | 1     | 7      | 9     |
| 19   | Finlandia      | 1   | 1     | 1      | 3     |
| 20   | Polonia        | 1   | 0     | 1      | 2     |
| 21   | Portugal       | 0   | 3     | 0      | 3     |
| 22   | Eslovenia      | 0   | 2     | 1      | 3     |
| 23   | Rusia          | 0   | 1     | 2      | 3     |
| 24   | China          | 0   | 0     | 1      | 1     |
|      | TOTAL          | 91  | 91    | 92     | 274   |

1. ↑  Incluye las medallas obtenidas por la RFA y la RDA entre 1949 y 1990.
2. ↑  Incluye las medallas obtenidas por la URSS.